# Skepphultaskogen

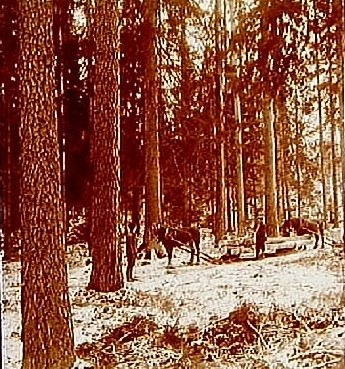
Skepphultaskogen under tidigt 1900-tal

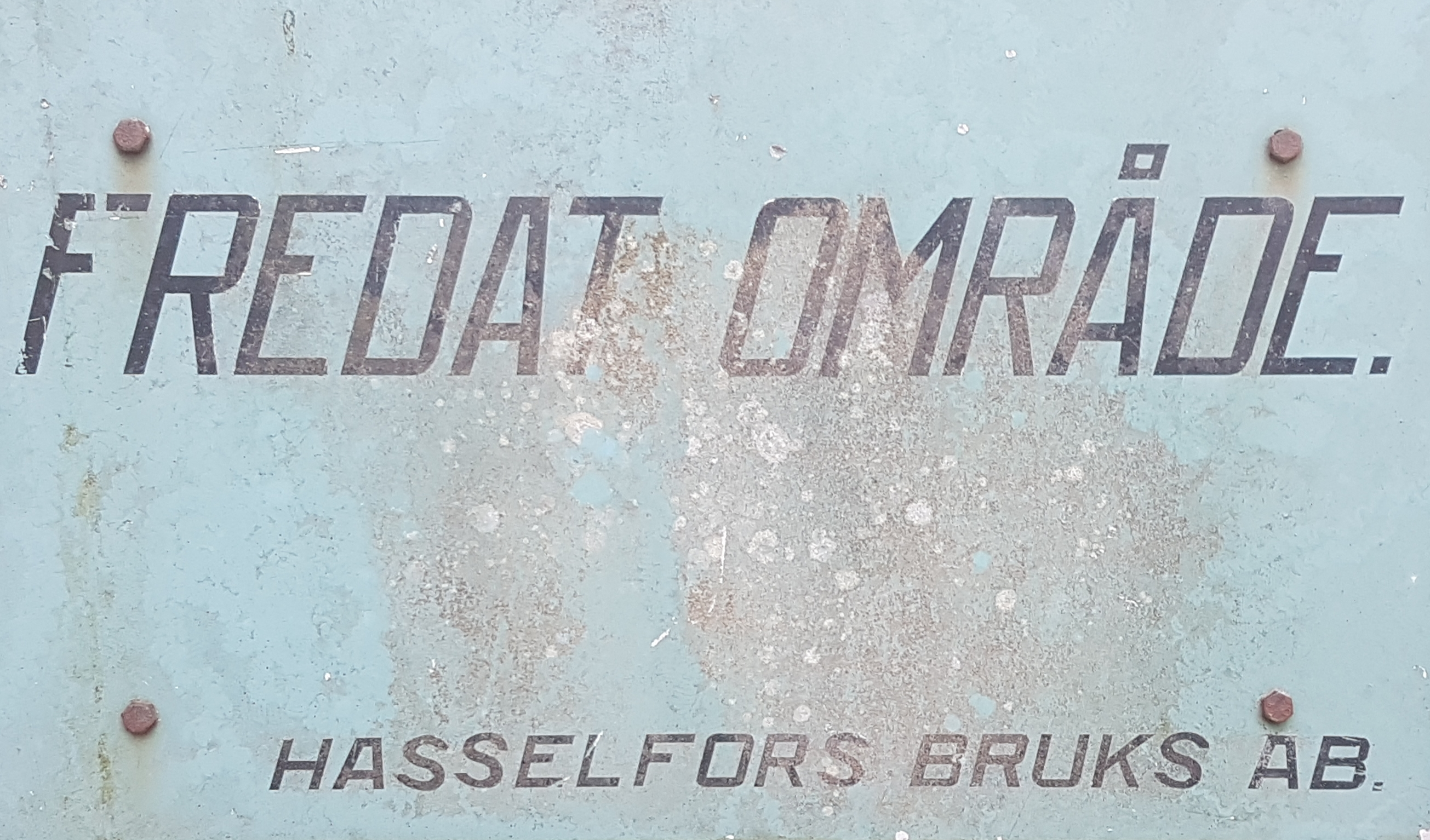
Fredat område av Hasselfors Bruks AB.

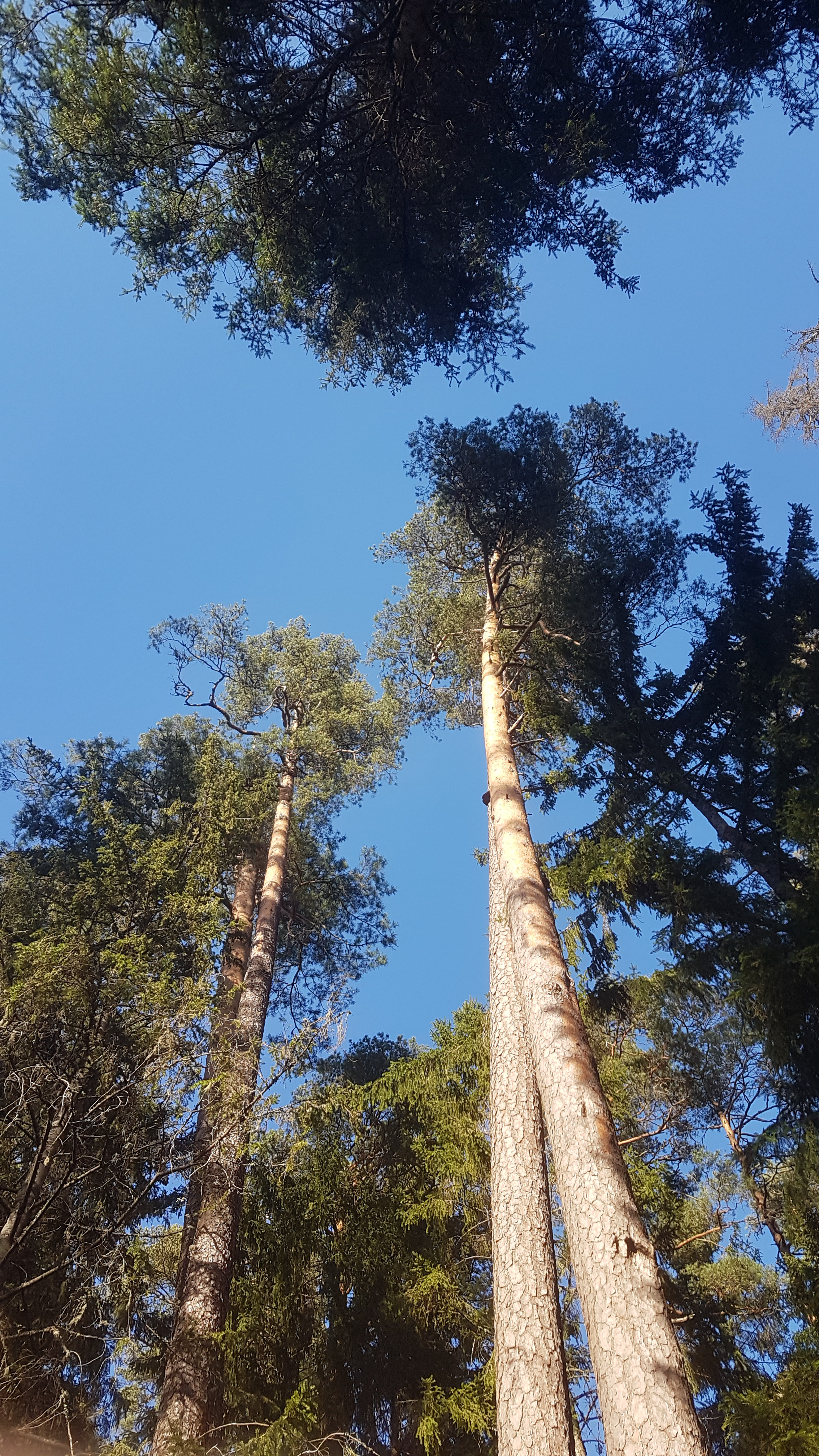
Tallar i Skepphultaskogen

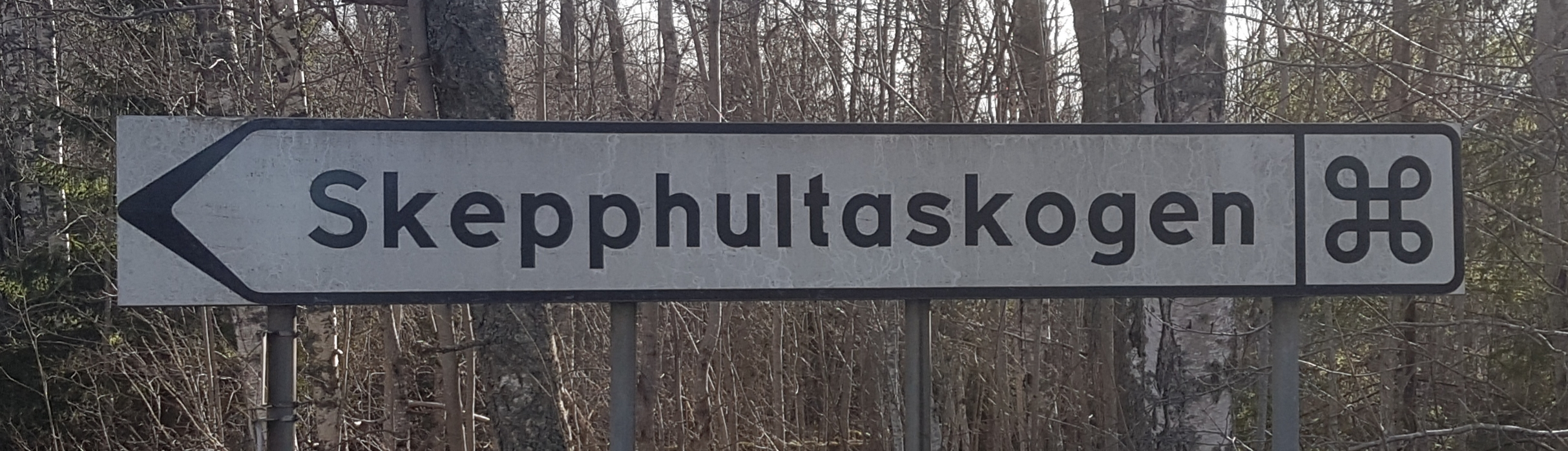
Skepphultaskogen

Skepphultaskogen är namnet på ett skogsområde någon kilometer söder om Skogasjön vid Skogaholms herrgård. Träden som är 200 till 300 år gamla har troligtvis sparats för att användas till båtmaster eftersom de är upp till 50 meter höga. Skepphultaskogen innehåller några av Sveriges högsta träd, huvudsakligen tallar som man har försökt odla fram så raka som möjligt.
Hasselfors Bruk AB har vid skogens början placerat en skylt med texten Fredat område. Skogen tillhörde tidigare Skogaholms bruk och det då avverkade timret flottades från skogarna söder om herrgården ner till Skogasjön via Skepphulta flottled. Flottleden utgjordes av en rätad bäck, försedd med flottningsrännor i trä, i vilken vattenflödet reglerades med hjälp av en fördämning uppe vid Niagara. En hästbana fanns mellan Skogaholm och Östra Å, vilken transporterade kol och timmer mellan bruket och masugnen/sågverket.
Genom skogsområdet leder från Skogaholmsvägen (T612) till Långängenvägen den enskilda skogsvägen Skepphultavägen. Inte långt från vägen finns höjdpunkten Skepphultaklint som mäter 157,9 meter över havet.
Höjderna på träden i Skepphultabeståndet är det mest frapperande. Tallens maximum ligger på 36—40 meter och granens omkring 40 meter. Men alla höjdmätningar av levande träd ger endast approximativa värden, dels på grund av den stora höjden men även därför att många stammar ej stå lodrätt. För att genomföra en höjdkontroll fälldes därför 1927 en tall och en gran bland de större täden, och då erhölls vid uppmätningen:
- Granen, längd från rotskäret 39,6 meter; brösthöjdsdiam. 54 cm.
- Tallen, längd från rotskäret 35,0 meter; brösthöjdsdiam. 48 cm.

De båda träden fick därefter tjänstgöra som resliga flaggstänger, granen vid Gällersta forngård och tallen vid Bofors AB.
Ytterligare en gran fälldes inom området 1931 med 14 engelska tums toppdiameter vid 24 meters längd. Den ingick i en leverans till Kanarieöarna av ett antal skeppsmaster.